# Dmitri Dovgalenok
Dmitri Dovgalenok (n. 14 decembrie 1971, Mhlio⁠(d), Usiažski sieĺsaviet⁠(d), RSS Bielorusă, URSS) este un canoist ce a reprezentat Belarus, medaliat olimpic. A participat la 2 ediții ale Jocurilor Olimpice (1992, 1996) în care a câștigat o medalie de aur.